# Buckeldeck
Ein Buckeldeck, auch Waldeck (nach dem Buckel eines Wals) genannt, war ein zwischen 1885 und 1900 gebräuchliche Art das Backdeck eines Passagierschiffes zu formen.
Es schloss sich nicht mit einer scharfen Kante an die Bordwand an, sondern mittels eines runden Überganges. Die starke Wölbung des Decks diente dazu, das Wasser hoher Wellen schnellstmöglich abfließen zu lassen. 
Als die Anzahl der Decks drei überstieg, und die Wellen folglich das Deck nicht mehr in dem vorherigen Maße trafen, verschwand auch das Wal- oder Buckeldeck und die Fläche auf dem Backdeck für die Passagiere würde größer.